# Florent II de Hollande
Florent II de Hollande (en néerlandais : Floris II van Holland), surnommé « Florent le Gros » (en néerlandais : « Floris de Dikke »), né à Flardingue vers 1085 et mort le 2 mars 1121, est comte de Hollande de 1091 à 1121.
Il est le fils de Thierry V, comte de Hollande, et d'Oethilde que l'on dit de Saxe.

## Biographie
Il termine le conflit avec l'évêque d'Utrecht, que son père avait débuté et qui doit être placé dans le contexte de la querelle des Investitures, une lutte de pouvoir entre le pape et l'empereur.
En 1101, il acquiert des terres au bord du Rhin.

## Famille

### Mariage et enfants
Il épouse vers 1113 Gertrude de Lorraine (1086-1144), fille de Thierry II, duc de Lorraine, et d'Edwige de Formbach. Gertrude changea son nom en Pétronille, dérivée de Pierre, pour montrer sa fidélité envers le Saint-Siège. Florent et Pétronille eurent :
- Thierry VI (1114-1157), comte de Hollande ;
- Florent le Noir (mort en 1132), tué lors d'une révolte contre son frère ;
- Simon, chanoine à Utrecht (1131-1147) ;
- Hedwige (morte en 1132), nonne.

## Galerie

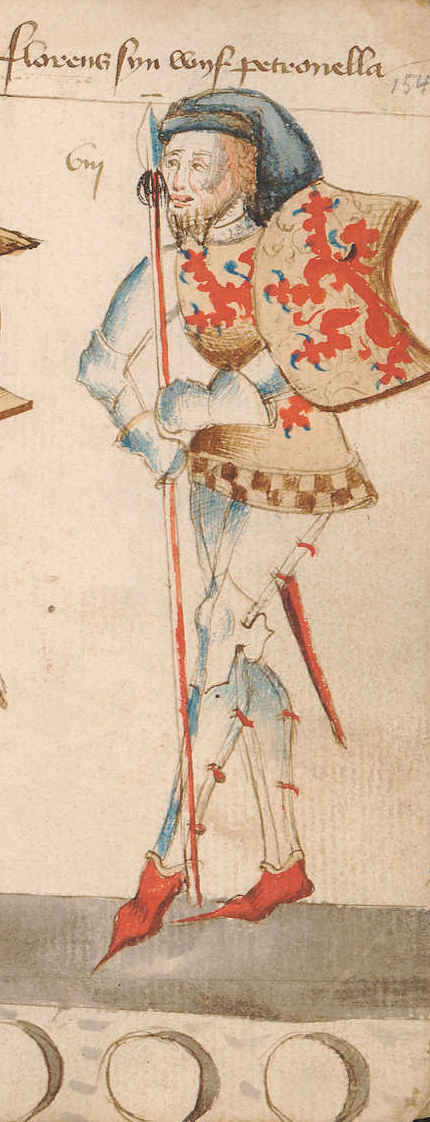
Florent II représenté par Hendrik van Heessel (XVe siècle).